# Привітненська сільська рада (Локачинський район)
Привітненська сільська рада Привітненської сільської об'єднаної територіальної громади (до 2018 року — Привітненська сільська рада Локачинського району Волинської області) — орган місцевого самоврядування Привітненської сільської громади Волинської області з розміщенням у с. Привітне.

## Загальна інформація
Перші вибори депутатів ради громади та Привітненського сільського голови відбулись 23 грудня 2018 року.

## Історія
До 7 серпня 2018 року -  адміністративно-територіальна одиниця у Локачинському районі Волинської області.
До 2018 року сільській раді підпорядковувались населені пункти:
- с. Привітне
- с. Коритниця

Згідно з переписом УРСР 1989 року чисельність наявного населення сільської ради становила 2203 особи, з яких 1047 чоловіків та 1156 жінок.
За переписом населення України 2001 року в сільській раді мешкало 2079 осіб.

### Мова
Розподіл населення за рідною мовою за даними перепису 2001 року:
| Мова       | Відсоток |
| ---------- | -------- |
| українська | 99,14 %  |
| російська  | 0,81 %   |
| німецька   | 0,05 %   |

## Керівний склад сільської ради
| ПІБ                        | Основні відомості                                                 | Дата обрання | Дата звільнення |
| -------------------------- | ----------------------------------------------------------------- | ------------ | --------------- |
| Красовський Ігор Макарович | Сільський голова, 1963 року народження, освіта, безпартійний      | 26.03.2006   | 31.10.2010      |
| Красовський Ігор Макарович | Сільський голова, 1963 року народження, освіта вища, позапартійна | 31.10.2010   |                 |

Примітка: таблиця складена за даними джерела